# Żaliński
Żaliński (forma żeńska: Żalińska; liczba mnoga: Żalińscy) – polskie nazwisko.

## Osoby noszące to nazwisko
- Edmund Zalinski (ur. 13 grudnia 1849 w Kórniku, zm. ok. 11 marca 1909 w Rochester) – amerykański wynalazca, major armii amerykańskiej.
- Henryk Żaliński (ur. 1938) – polski historyk.
- Wojciech Żaliński (ur. 8 stycznia 1988 w Skarżysku-Kamiennej) – polski siatkarz, przyjmujący, reprezentant kraju juniorów oraz kadry B narodowej, gracz Jadaru Radom.